# Newcastle (Afrique du Sud)
Pour les articles homonymes, voir Newcastle.

Newcastle est une ville d'Afrique du Sud située dans la province du KwaZulu-Natal. Elle est située au nord de la province dans le district d'Amajuba, près des montagnes du Drakensberg. Elle est proche des champs de bataille du Natal (Laing's Nek, Majuba et Schuinshoogte) et de la réserve naturelle de Chelmsford.

## Démographie

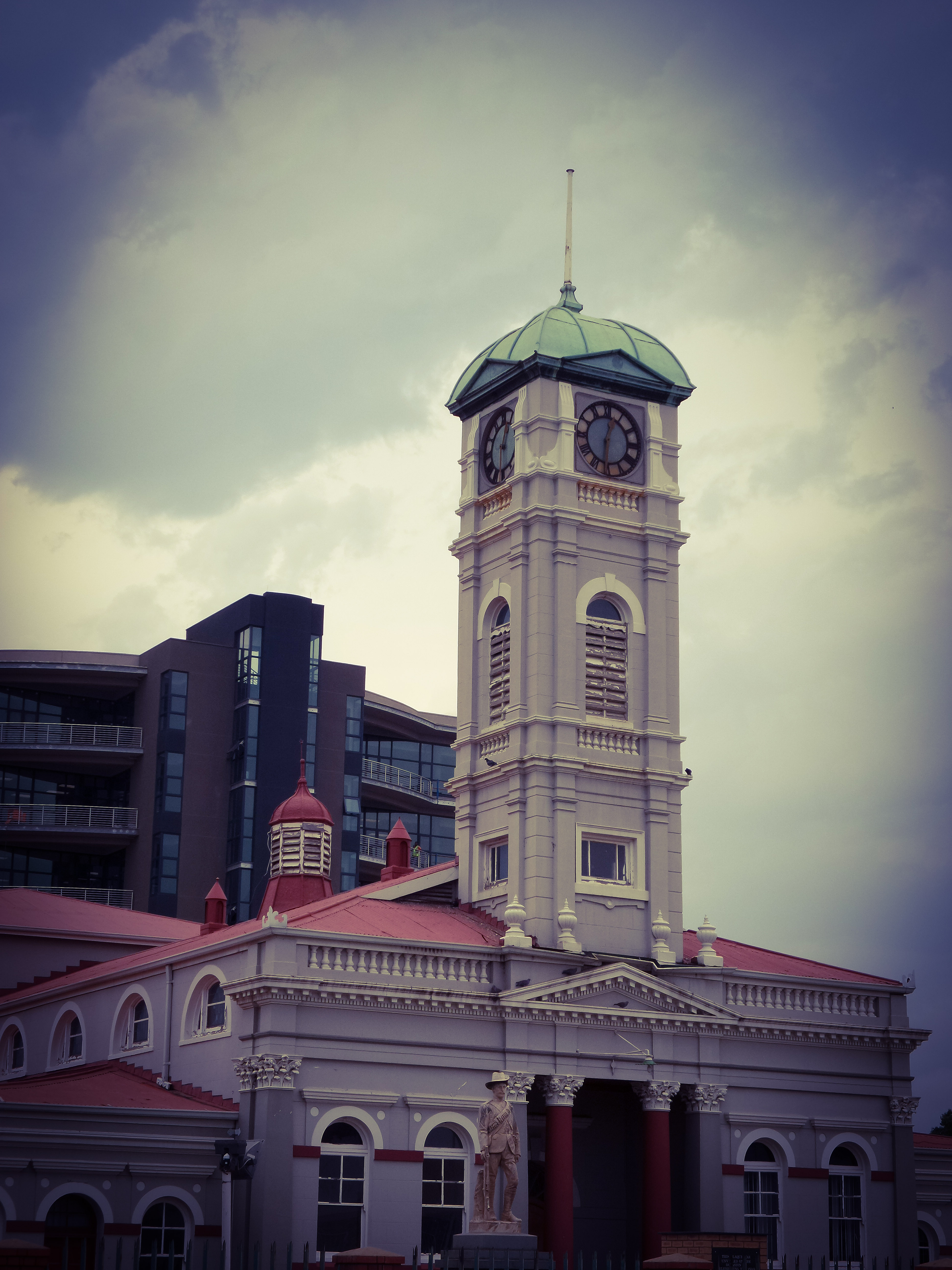
Hôtel de ville de Newcastle, monument national construit en 1897 pour commémorer le jubilé de diamant de la reine Victoria.

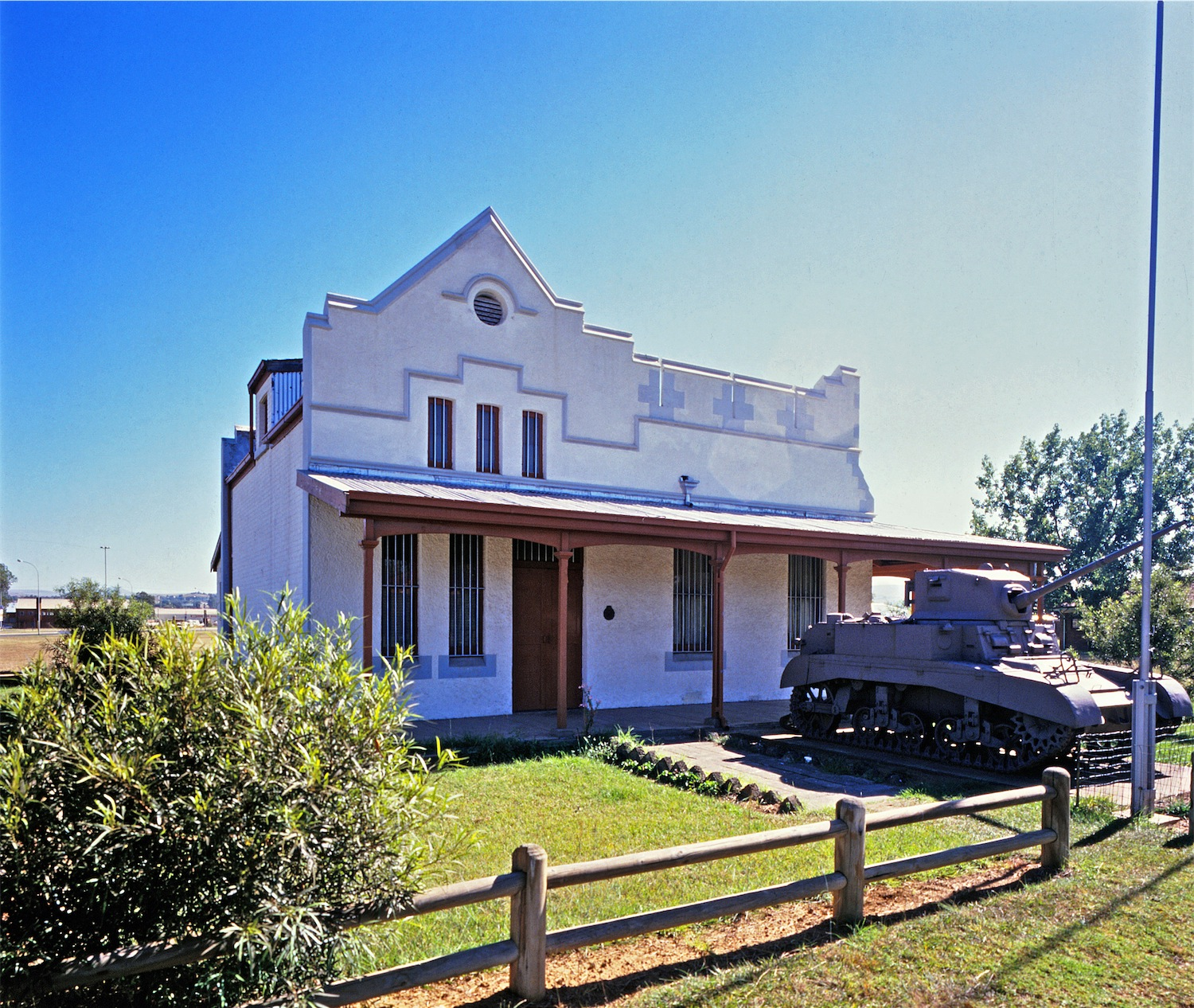
Centre-ville de Newcastle

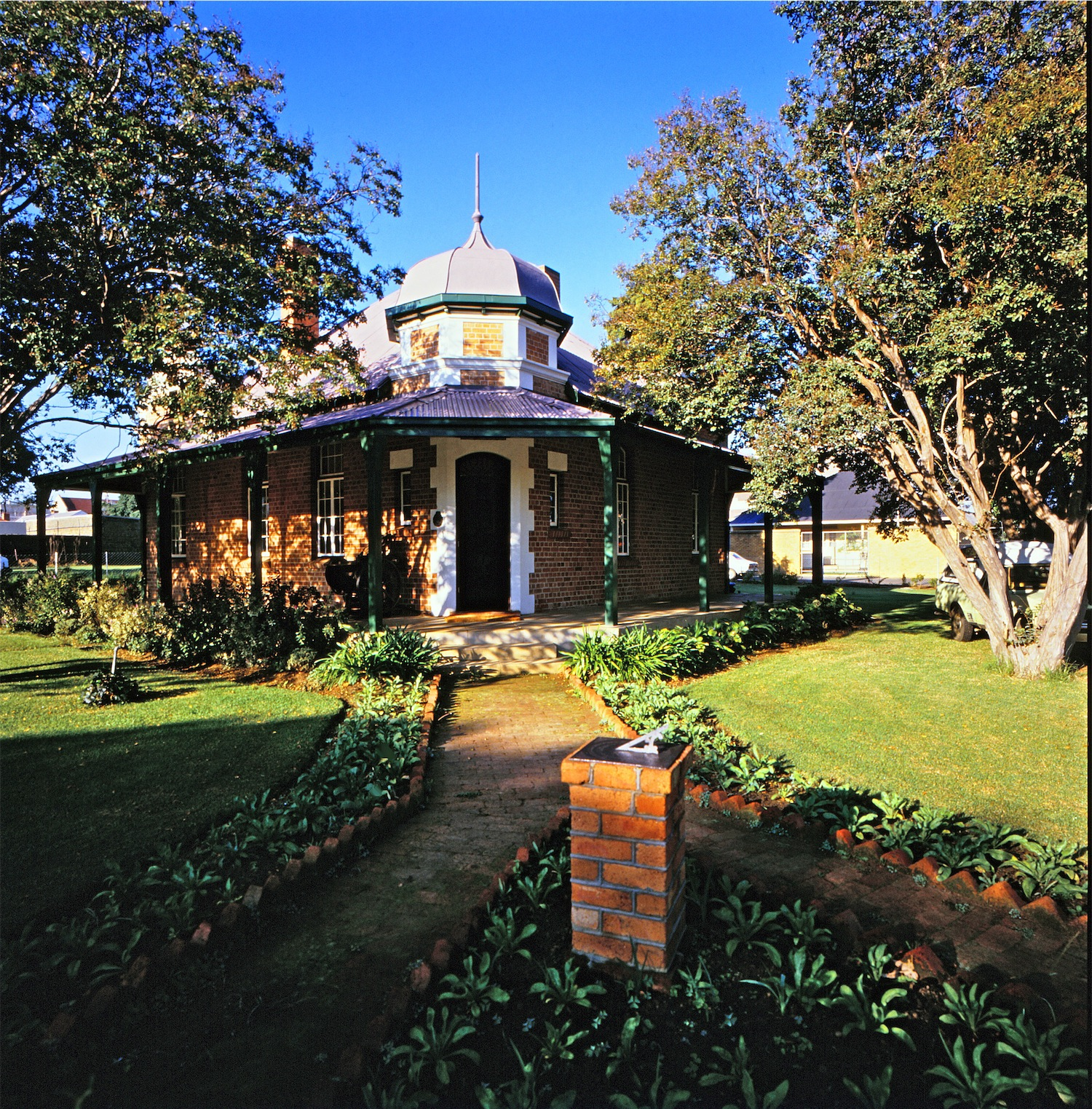
Carnegie Library sur Voortrekker Street

La ville de Newcastle compte 56 144 habitants tandis que la municipalité locale de Newcastle, qui comprend notamment les townships de Madadeni et d'Osizweni, compte 363 236 résidents selon le recensement de 2011 ce qui en fait la troisième ville par population de la province du KwaZulu-Natal. 

### Population urbaine 2001 des constituants de la municipalité de Newcastle
Lors du recensement du 09/10/2001 les populations des différentes zones urbaines de la municipalité de Newcastle étaient les suivantes :
| zone urbaine    | population urbaine 2001 |
| --------------- | ----------------------- |
| Newcastle       | 000 43 254              |
| Madadeni        | 00 108 384              |
| Osizweni        | 00 79 735               |
| Charlestown     | 00 3 189                |
| Ngagane         | 00 1 206                |
| Total NEWCASTLE | 00 235 775              |

## Historique
Initialement connue sous le nom de Post Halt Two, en tant qu'étape du voyage entre Durban et la république du Transvaal, la ville a été baptisée en hommage à Newcastle-upon-Tyne et a porté le nom de Viljoensdorp durant son occupation par les Boers en 1899 lors de la seconde guerre des Boers.